# 馬氏平鮋
馬氏平鮋（學名：Sebastes macdonaldi），為輻鰭魚綱鮋形目鮋亞目平鮋科的其中一種，為亞熱帶海水魚，分布於中太平洋東部美國加州至墨西哥下加利福尼亞海域，棲息深度91-350公尺，體長可達66公分，棲息在底層水域，卵胎生，生活習性不明，可做為食用魚。